# Pugieu
Pugieu ist eine Ortschaft und eine ehemalige französische Gemeinde mit zuletzt 155 Einwohnern (Stand: 1. Januar 2018) im Département Ain in der Region Auvergne-Rhône-Alpes. Sie gehörte zum Arrondissement Belley und zum gleichnamigen Kanton.
Mit Wirkung vom 1. Januar 2017 wurden die ehemaligen Gemeinden Chazey-Bons und Pugieu zur namensgleichen Commune nouvelle Chazey-Bons zusammengeschlossen, in der die früheren Gemeinden den Status einer Commune déléguée haben. Der Verwaltungssitz befindet sich im Ort Chazey-Bons.

## Geographie
Pugieu liegt etwa neun Kilometer nordnordwestlich von Belley in der Landschaft Bugey und am Fluss Fugans.

## Bevölkerungsentwicklung
| Jahr                       | 1962 | 1968 | 1975 | 1982 | 1990 | 1999 | 2006 | 2013 | 2018 |
| Einwohner                  | 123  | 109  | 91   | 108  | 123  | 126  | 223  | 160  | 155  |
| Quellen: Cassini und INSEE |      |      |      |      |      |      |      |      |      |

## Sehenswürdigkeiten

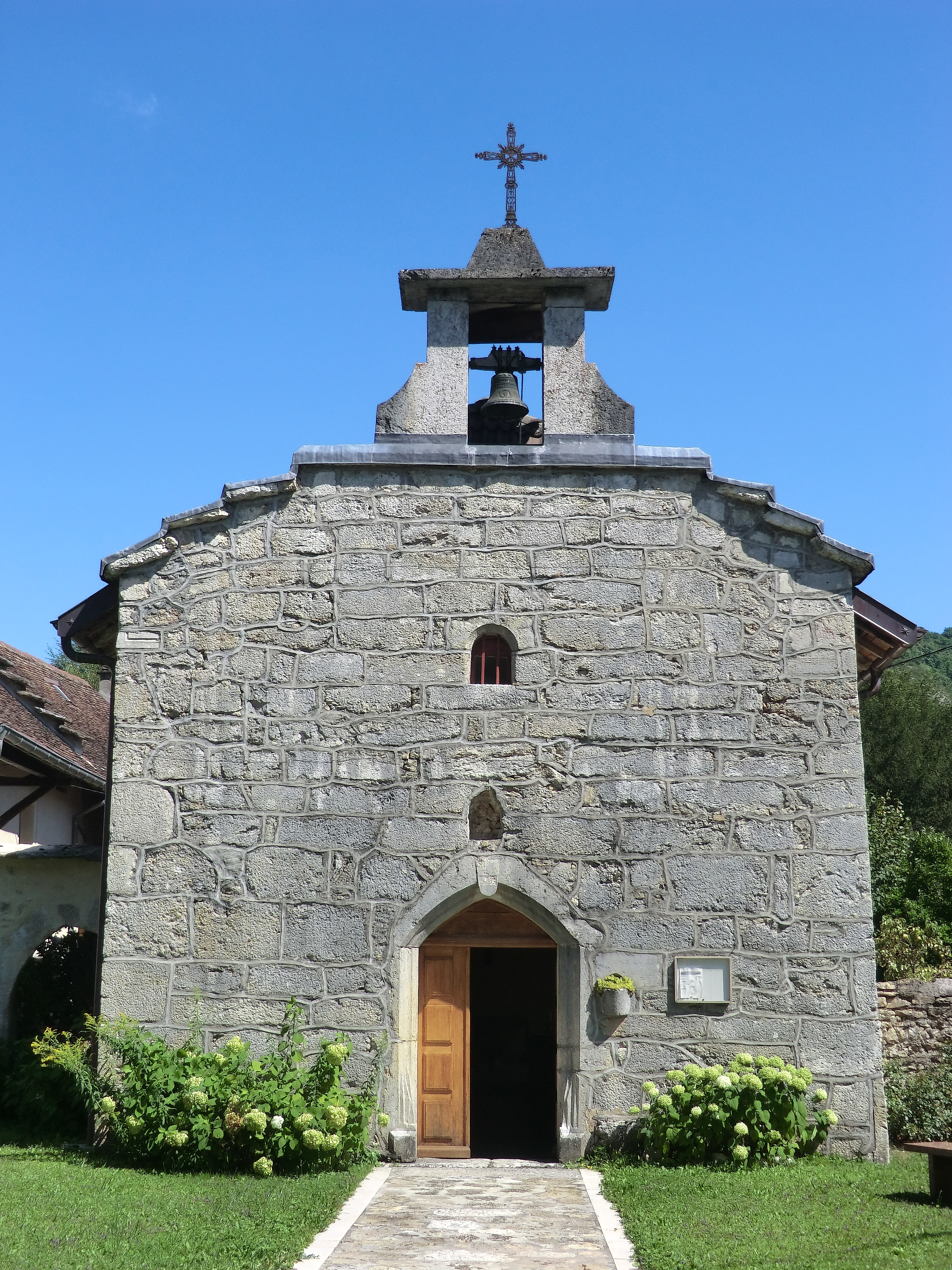
Kirche Saint-Georges

- Kirche Saint-Georges